# Westerlund 1-243
Westerlund 1-243, Wd 1-243 — яркая голубая переменная на стадии эруптивной фазы вблизи сверхскопления Westerlund 1. Находится на расстоянии 13400 световых лет от Солнца, обладает светимостью 0,73 млн светимостей Солнца, благодаря чему объект является одной из самых ярких известных звёзд.

## Наблюдения
Westerlund 1-243 является второй по светимости звездой в звёздном скоплении Westerlund 1, большей светимостью обладает только Westerlund 1-4. Является одним из нескольких гипергигантов в Westerlund 1.

### Спектр
Westerlund 1-243 обладает сложным меняющимся со временем спектром, в котором видны эмиссионные линии водорода, гелия и металлов, возбужденных Лайман-альфа квантами, запрещённые линии азота и железа, а также большое количество линий поглощения от нейтральных и однократно ионизованных металлов. Многие линии представляют собой сложные полосы из эмиссионных и абсорбционных деталей, при этом заметные изменения спектра происходят на масштабах нескольких суток.

## Свойства
Westerlund 1-243 обладает температурой ~8500 K, определённой путём моделирования линий поглощения в спектре. Звезда имеет радиус 376,9 радиусов Солнца, а радиус Росселанда составляет 450 радиусов Солнца. Светимость объекта равна 730 000 светимостям Солнца. Westerlund 1-243 теряет массу со скоростью 6,1 × 10-7 массы Солнца в год.

### Эволюция
Считается, что Westerlund 1-243 находится либо на продвинутой стадии до красного сверхгиганта в течение эволюции яркой голубой переменной, либо же звезда уже прошла стадию красного сверхгиганта и вернулась к голубой области диаграммы Герцшпрунга — Рассела. Ожидается, что в будущем звезда пройдёт через стадию звезды Вольфа — Райе. Спектр в полосе K также показывает более высокую температуру, чем у типичного жёлтого гипергиганта, то есть Westerlund 1-243 может эволюционировать в сторону более горячего состояния.